# 大海盜
《大海盗》（英語：The Pirate）又名《张保仔大海盗》是1973年張徹、鲍学礼、午马根据清朝海盗张保仔的故事改编的香港電影，由姜大卫、狄龙等領銜主演。该片主要讲述海盗张保仔与水师提督胡义所发生的的故事。

## 劇情簡介
张保仔是清朝的一个充满侠义精神的海盗，非常喜欢帮助弱者，所以他的这个行为自然是受到了众人的爱戴。
然而在一次意外中，他原本的船被自己的一个朋友开走，再加上他之前已经答应过要帮助一些穷人，于是他只好和一些没有离开的部下，决定用别的方式去帮助穷人。
与此同时，水师提督胡义也刚好得知了张保仔的事情，于是他决定去调查这些事情。
而后，张保仔等人又被祥有伦兄妹发现，后虽说张保仔等人将这对儿兄妹击败，可最后只剩下他活了下来，并且没过多久，他就和一直在找他的胡义相遇了，后经过武功以及其他的相处后，二人渐渐英雄相惜，于是胡义决定放过他。张保仔也因为胡义的这些行为而决定有朝一日投诚官府。

## 演员
- 狄龙 饰 张保仔
- 姜大卫 饰 胡义
- 田青 饰 祥有伦
- 于枫 饰 祥二姑娘
- 樊梅生 饰 花二刀
- 刘刚 饰 曾大哥
- 唐炎灿 饰 马大哥
- 石天 饰 白大爷
- 袁曼姿 饰 海棠
- 王清河 饰 海棠父亲
- 王光裕 饰 胡义的部下
- 杨泽霖 饰 官爷

## 備註
1. ↑  .   [2021-11-16]. （原始内容存档于2017-10-15）.

## 相關連結
- 豆瓣链接 （页面存档备份，存于）
- 互联网电影数据库（IMDb）上《大海盗》的资料（英文）
- 香港影庫上《大海盗》的資料（繁體中文）
- 评价 （页面存档备份，存于）